# Vidutî, Turiisk
Vidutî (în ucraineană Відути) este un sat în comuna Somîn din raionul Turiisk, regiunea Volînia, Ucraina.

## Demografie
Componența lingvistică a localității Vidutî
     Ucraineană (100%)
Conform recensământului din 2001, toată populația localității Vidutî era vorbitoare de ucraineană (100%).